# Emily's Army
Emily's army o Swimmers es una banda beach pop estadounidense, cuyos integrantes actuales son Cole Becker (voz, guitarra), Max Becker (voz, guitarra), Joey Armstrong (batería) y Seb Muller (saxofón y bajo eléctrico). El 19 de junio de 2014 se anunció a través de la página de Facebook oficial de la banda la separación amistosa de Travis Neumann, hasta entonces guitarra. Desde entonces y en posteriores directos Sebastian Mueller (amigo de la banda y hasta entonces saxofoniasta en el álbum Lost at Seventeen) paso a tocar el bajo y Max Becker la guitarra. En 2011, el grupo lanzó su álbum debut Don't Be a Dick.

## Historia

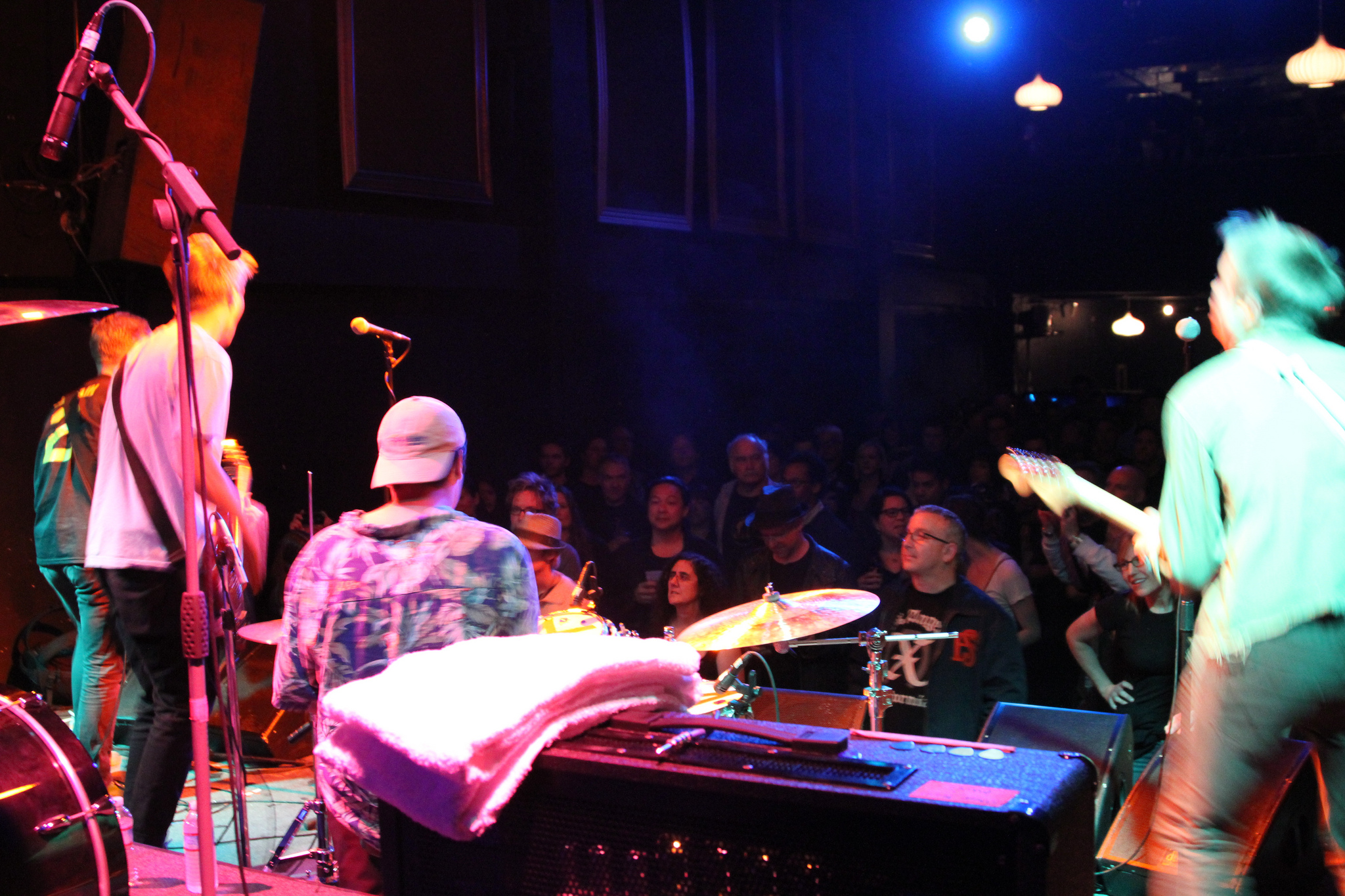
Emily's Army en directo en abril de 2012.

Los hermanos Cole (voz, guitarra) y Max Becker (voz, bajo), junto con Joey Armstrong (batería), fundaron el grupo Raining Souls en 2004. En honor a la prima de Cole y Max, Emily —que en 1998 fue diagnosticada con fibrosis quística— el grupo cambió su nombre a Emily's Army (traducido como «el ejército de Emily»), que también es el nombre de una organización para recaudar fondos para su prima. En 2009 se unió a la agrupación el guitarrista Travis Neumann. Ahora conocidos como Swimmers al cambiar su estilo musical
En noviembre de 2010, Emily's Army entró al estudio de grabación Jingletown Recordings en Oakland con Chris Dugan como ingeniero de sonido y Billie Joe Armstrong (músico de Green Day y padre de Joey) como productor, para grabar lo que más tarde sería su disco debut. Don't Be a Dick, grabado y mezclado en sólo cuatro días, fue lanzado 14 de junio de 2011, bajo el sello Adeline Records.
En 2013, Emily's Army firmó contrato con Rise Records, sello discográfico con el que lanzaron su segundo álbum Lost at Seventeen el 11 de junio de ese mismo año. Este trabajo fue grabado, al igual que su predecesor, en compañía de Billie Joe como productor en Oakland. El álbum fue promocionado con la participación de la banda por segunda vez en el  Vans Warped Tour y participando como teloneros de Blink-182 el 11 de noviembre de ese mismo año en Los Ángeles
El 22 de julio de 2014 el grupo sacó al mercado su primer EP, Swim que promocinó en un tour (nombrado Swimmers Tour por la banda en honor a sus fanes y a su último EP) a través de EE. UU. y Europa y en compañía de Matt Grocott & Shrive. Dicho tour incorporó como fecha destacable una actuación en los Festivales de Reading y Leeds

## Integrantes
- Cole Becker: voz, guitarra (2004 – presente)
- Max Becker: voz, guitarra  (2004 – presente)
- Joey Armstrong: batería (2004 – presente)
- Travis Neumann: guitarra (2009 – 2014)
- Seb Muller: bajo y saxofón (2013 - presente)

## Discografía

### Álbumes de estudio
| Año  | Álbum | Posiciones en listas |
| Año  | Álbum | EUA Heat.            |
| ---- | --- | -------------------- |
| 2011 | Don't Be a Dick - Publicación: 14 de junio - Sello: Adeline Records - Formatos: descarga digital, disco compacto, vinilo | —                    |
| 2013 | Lost at Seventeen - Publicación: 11 de junio - Sello: Rise Records - Formatos: descarga digital, disco compacto, vinilo  | 25                   |

### EP
| Año  | Álbum | Posiciones en listas |
| Año  | Álbum | EUA Heat.            |
| ---- | --- | -------------------- |
| 2014 | Swim (EP) - Publicación: 22 de julio - Sello: Rise Records - Formatos: descarga digital, disco compacto, casete | —                    |